# Chaetocarpus cubensis
Chaetocarpus cubensis là một loài thực vật có hoa trong họ Peraceae. Loài này được Fawc. & Rendle mô tả khoa học đầu tiên năm 1919.